# Notiphila alboclavata
Notiphila alboclavata är en tvåvingeart som beskrevs av Jacques-Marie-Frangile Bigot 1888. Notiphila alboclavata ingår i släktet Notiphila och familjen vattenflugor. Inga underarter finns listade i Catalogue of Life.